# Ormisda V
Farrukh Ormisda o Farrokh Hormizd (in persiano فرخ‌هرمز‎), noto una volta salito al potere come Ormisda V, (fl. VII secolo) è stato un nobile persiano e successivamente scià dell'impero sasanide per un breve frangente tra il 630 e il 631.
Egli servì come comandante militare (spahbod) nel nord della Persia, ma in seguito entrò in conflitto con la nobiltà locale, «frammentando le risorse del paese». Fu ucciso da Seose nell'ambito di un complotto ordito da Azarmidokht dopo averle proposto di usurpare il trono sasanide. Ormisda ebbe due figli, Rostam Farrokhzād e Farrukhzad.

## Biografia

### Origini
Farrukh Ormisda era un membro della nobile famiglia degli Ispahbudhan, uno dei sette grandi casati partici. Era il figlio di Vinduyih e discendente di Bawi, la cui sorella era la moglie di Kavad I e madre di Cosroe I. Il padre e lo zio di Farrukh, Bistam,  svolse un ruolo importante nella sconfitta riportata dal ribelle Mehranide Bahram Chobin e nel ripristinare Cosroe II al trono. Quando però quest'ultimo fece giustiziare Vinduyih, Bistam si ribellò apertamente contro di lui. La rivolta di Bistam durò dal 590/591 al 596 o dal 594/595 al 600, fino a quando fu tradito da uno dei suoi stessi generali. Dopo la morte di Vistahm, Farrukh gli succedette come spahbod del nord.

### Carriera militare e politica
Durante le fasi finali della guerra romano-persiana del 602-628, Farrukh Ormisda e suo figlio Rostam Farrokhzād si ribellarono a Cosroe II, consentendo all'imperatore bizantino Eraclio di invadere l'Atropatene, dove saccheggiò diverse città, incluso il tempio di Adur Gushnasp.
Nel 628, le famiglie più influenti del moderno Iran si ammutinarono segretamente contro Cosroe e si unirono a Shahrbaraz. Kavad tornò dunque in libertà su decisioni di queste famiglie dell'impero sasanide, tra cui rientravano il casato di Ispahbudhan, rappresentato dallo stesso Farrukh Ormisda e dai suoi due figli Rostam Farrokhzād e Farrukhzad, Shahrbaraz, a titolo di esponente dei Mehranidi, Varaztirots II Bagratuni, membro dell'aristocrazia armena, e infine il kanarang dell'epoca.
Il 25 febbraio, Sheroe, insieme al suo comandante Aspad Gushnasp, catturò la capitale Ctesifonte e imprigionò Cosroe II. In seguito si proclamò scià dell'impero sasanide e assunse il nome dinastico di Kavad II. Egli ordinò l'esecuzione di tutti i suoi fratelli e fratellastri, incluso l'erede Mardanshah, che era il figlio prediletto di Cosroe. Una simile scelta, volta a eliminare «tutti uomini ben istruiti, valorosi e cavallereschi», privò la dinastia sasanide di un successore competente ed è stata descritta dagli storici moderni come frutto di una «furia cieca» e «sconsiderata». Tre giorni dopo, il sovrano ordinò all'influente nobile Mihr Ormisda di giustiziare suo padre. Qualche tempo più tardi, quando ormai l'aristocratico aveva adempiuto all'uccisione del genitore, Kavad fece uccidere anche Mihr Ormisda. In sintonia con il desiderio dei nobili persiani, giunse poi a una pace con l'imperatore Eraclio, il quale fu ben lieto di riottenere i loro territori perduti in precedenza e i prigionieri, oltre a ricevere un'indennità di guerra, insieme alla Vera Croce e altre reliquie perdute a Gerusalemme nel 614.
La caduta di Cosroe II culminò in una guerra civile durata dal 628 al 632, con i membri più potenti della nobiltà che ottennero la piena autonomia e iniziarono a costituire un proprio governo. Nel frattempo si acuì l'ostilità tra i membri dell'élite persiana (Parsig) e i discendenti di famiglie di epoca partica (Pahlav), i quali compromisero l'economia del paese e accrebbero l'instabilità interna. Pochi mesi dopo, si diffuse una devastante epidemia nelle province sasanidi occidentali che uccise la metà della sua popolazione, incluso Kavad II. Gli successe suo figlio, che all'epoca aveva otto anni, Ardashir III, il quale morì due anni per mano dell'illustre generale sasanide Shahrbaraz, a sua volta trucidato quaranta giorni dopo durante un golpe ordito da Farrukh Ormisda e finalizzato a facilitare l'ascesa di Boran.
Quando Boran raggiunse la massima carica, nominò Farrukh Ormisda in veste di primo ministro (wuzurg framadar) dell'impero. Egli tentò di portare stabilità puntando sulla necessità di una giustizia equa, sulla ricostruzione delle infrastrutture, sull'abbassamento delle tasse e su una politica monetaria espansiva. Il suo governo fu accettato dalla nobiltà e dal clero, come emerge dall'intensa attività delle zecche testimoniata dalle monete ritrovate nel Fars, nel Khūzestān, nella Media e nell'Abarshahr. Benché nessuno si fosse opposto alle sue politiche, lo stesso non si può dire di Boran, in quanto la regina fu deposta nel 630 e Sapore V, figlio di Shahrbaraz, divenne scià della Persia. Tuttavia, la sua legittimità non fu riconosciuta dal potente generale della fazione Parsig di nome Piruz Cosroe, con il risultato che Sapore V venne deposto a favore di Azarmidokht, la sorella di Boran.

### Usurpazione e morte
Al fine di rafforzare la propria posizione e creare delle relazioni più pacifiche tra i Pahlav e i Parsig, Farrukh Ormisda,  chiese ad Azarmidokht (legata alla fazione dei Parsig) di sposarlo, malgrado ricevette un secco rifiuto. A seguito di tale evento, Farrukh Ormisda pose fine alle sue remore ed espose pubblicamente la sua volontà di impossessarsi del trono, dichiarandosi «capo del popolo e pilastro delle terre dell'Iran». Facendosi da allora chiamare Ormisda V, iniziò a coniare monete allo stesso modo di un monarca, in particolare in Istakhr, in Fars e a Nahavand, in Media. Sentendosi esautorata e desiderosa di ritornare al potere, Azarmidokht scelse di allearsi con il membro della famiglia mehranide Seose, nipote di Bahram Chobin, il famoso comandante militare (spahbod) che fu per breve tempo anche scià dell'impero. Grazie al supporto di Seose, Azarmidokht riuscì nell'intento di assassinare Ormisda V.
Rostam Farrokhzād, che a quel tempo si trovava di stanza nel Khorasan, gli succedette in veste di principale esponente dei Pahlav. Allo scopo di vendicare suo padre, egli partì alla Ctesifonte, «sconfiggendo ogni armata fedele ad Azarmidokht che incontrò». Una volta presa di mira la capitale, sconfisse le forze di Seose e si assicurò la città. Azarmidokht finì poco dopo accecata e uccisa da Rostam, il quale ripristinò Boran sul trono.

## Famiglia
| Arancione |

| Giallo |

|         |         |         |         |         |         |  |  |                   |                   |                   |                   |                   |                   |           |           |            |            |            |            |            |            |         |         |         |         |         |         |        |        |        |        |           |           |           |           |           |           |          |          |  |  |  |  |  |  |  |  |  |  |  |  |  |  |  |  |  |  |  |  |  |  |  |  |  |  |  |  |
|         |         |         |         |         |         |  |  |                   |                   |                   |                   |                   |                   |           |           |            |            |            |            | Bawi       |            |         |         |         |         |         |         |        |        |        |        |           |           |           |           |           |           |          |          |  |  |  |  |  |  |  |  |  |  |  |  |  |  |  |  |  |  |  |  |  |  |  |  |  |  |  |  |
|         |         |         |         |         |         |  |  |                   |                   |                   |                   |                   |                   |           |           |            |            |            |            |            |            |         |         |         |         |         |         |        |        |        |        |           |           |           |           |           |           |          |          |  |  |  |  |  |  |  |  |  |  |  |  |  |  |  |  |  |  |  |  |  |  |  |  |  |  |  |  |
|         |         |         |         |         |         |  |  |                   |                   |                   |                   |                   |                   |           |           |            |            |            |            | Sapore     |            |         |         |         |         |         |         |        |        |        |        |           |           |           |           |           |           |          |          |  |  |  |  |  |  |  |  |  |  |  |  |  |  |  |  |  |  |  |  |  |  |  |  |  |  |  |  |
|         |         |         |         |         |         |  |  |                   |                   |                   |                   |                   |                   |           |           |            |            |            |            |            |            |         |         |         |         |         |         |        |        |        |        |           |           |           |           |           |           |          |          |  |  |  |  |  |  |  |  |  |  |  |  |  |  |  |  |  |  |  |  |  |  |  |  |  |  |  |  |
|         |         |         |         |         |         |  |  |                   |                   |                   |                   |                   |                   |           |           |            |            |            |            |            |            |         |         |         |         |         |         |        |        |        |        |           |           |           |           |           |           |          |          |  |  |  |  |  |  |  |  |  |  |  |  |  |  |  |  |  |  |  |  |  |  |  |  |  |  |  |  |
|         |         |         |         |         |         |  |  |                   |                   |                   |                   | Vinduyih          | Vinduyih          | Vinduyih  | Vinduyih  | Vinduyih   | Vinduyih   |            |            |            |            |         |         |         |         |         |         | Bistam | Bistam | Bistam | Bistam | Bistam    | Bistam    |           |           |           |           |          |          |  |  |  |  |  |  |  |  |  |  |  |  |  |  |  |  |  |  |  |  |  |  |  |  |  |  |  |  |
|         |         |         |         |         |         |  |  |                   |                   |                   |                   | Vinduyih          | Vinduyih          | Vinduyih  | Vinduyih  | Vinduyih   | Vinduyih   |            |            |            |            |         |         |         |         |         |         | Bistam | Bistam | Bistam | Bistam | Bistam    | Bistam    |           |           |           |           |          |          |  |  |  |  |  |  |  |  |  |  |  |  |  |  |  |  |  |  |  |  |  |  |  |  |  |  |  |  |
|         |         |         |         |         |         |  |  |                   |                   |                   |                   |                   |                   |           |           |            |            |            |            |            |            |         |         |         |         |         |         |        |        |        |        |           |           |           |           |           |           |          |          |  |  |  |  |  |  |  |  |  |  |  |  |  |  |  |  |  |  |  |  |  |  |  |  |  |  |  |  |
|         |         |         |         |         |         |  |  |                   |                   |                   |                   |                   |                   |           |           |            |            |            |            |            |            |         |         |         |         |         |         |        |        |        |        |           |           |           |           |           |           |          |          |  |  |  |  |  |  |  |  |  |  |  |  |  |  |  |  |  |  |  |  |  |  |  |  |  |  |  |  |
|         |         |         |         |         |         |  |  |                   |                   |                   |                   | Ormisda V         | Ormisda V         | Ormisda V | Ormisda V | Ormisda V  | Ormisda V  |            |            |            |            | Tiruyih | Tiruyih | Tiruyih | Tiruyih | Tiruyih | Tiruyih |        |        |        |        |           |           | Vinduyih  | Vinduyih  | Vinduyih  | Vinduyih  | Vinduyih | Vinduyih |  |  |  |  |  |  |  |  |  |  |  |  |  |  |  |  |  |  |  |  |  |  |  |  |  |  |  |  |
|         |         |         |         |         |         |  |  |                   |                   |                   |                   | Ormisda V         | Ormisda V         | Ormisda V | Ormisda V | Ormisda V  | Ormisda V  |            |            |            |            | Tiruyih | Tiruyih | Tiruyih | Tiruyih | Tiruyih | Tiruyih |        |        |        |        |           |           | Vinduyih  | Vinduyih  | Vinduyih  | Vinduyih  | Vinduyih | Vinduyih |  |  |  |  |  |  |  |  |  |  |  |  |  |  |  |  |  |  |  |  |  |  |  |  |  |  |  |  |
|         |         |         |         |         |         |  |  |                   |                   |                   |                   |                   |                   |           |           |            |            |            |            |            |            |         |         |         |         |         |         |        |        |        |        |           |           |           |           |           |           |          |          |  |  |  |  |  |  |  |  |  |  |  |  |  |  |  |  |  |  |  |  |  |  |  |  |  |  |  |  |
|         |         |         |         |         |         |  |  |                   |                   |                   |                   |                   |                   |           |           |            |            |            |            |            |            |         |         |         |         |         |         |        |        |        |        |           |           |           |           |           |           |          |          |  |  |  |  |  |  |  |  |  |  |  |  |  |  |  |  |  |  |  |  |  |  |  |  |  |  |  |  |
|         |         |         |         |         |         |  |  | Rostam Farrokhzād | Rostam Farrokhzād | Rostam Farrokhzād | Rostam Farrokhzād | Rostam Farrokhzād | Rostam Farrokhzād |           |           | Farrukhzad | Farrukhzad | Farrukhzad | Farrukhzad | Farrukhzad | Farrukhzad |         |         |         |         |         |         |        |        |        |        |           |           |           |           |           |           |          |          |  |  |  |  |  |  |  |  |  |  |  |  |  |  |  |  |  |  |  |  |  |  |  |  |  |  |  |  |
|         |         |         |         |         |         |  |  | Rostam Farrokhzād | Rostam Farrokhzād | Rostam Farrokhzād | Rostam Farrokhzād | Rostam Farrokhzād | Rostam Farrokhzād |           |           | Farrukhzad | Farrukhzad | Farrukhzad | Farrukhzad | Farrukhzad | Farrukhzad |         |         |         |         |         |         |        |        |        |        |           |           |           |           |           |           |          |          |  |  |  |  |  |  |  |  |  |  |  |  |  |  |  |  |  |  |  |  |  |  |  |  |  |  |  |  |
|         |         |         |         |         |         |  |  |                   |                   |                   |                   |                   |                   |           |           |            |            |            |            |            |            |         |         |         |         |         |         |        |        |        |        |           |           |           |           |           |           |          |          |  |  |  |  |  |  |  |  |  |  |  |  |  |  |  |  |  |  |  |  |  |  |  |  |  |  |  |  |
|         |         |         |         |         |         |  |  |                   |                   |                   |                   |                   |                   |           |           |            |            |            |            |            |            |         |         |         |         |         |         |        |        |        |        |           |           |           |           |           |           |          |          |  |  |  |  |  |  |  |  |  |  |  |  |  |  |  |  |  |  |  |  |  |  |  |  |  |  |  |  |
| Shahram | Shahram | Shahram | Shahram | Shahram | Shahram |  |  | Surkhab I         | Surkhab I         | Surkhab I         | Surkhab I         | Surkhab I         | Surkhab I         |           |           | Isfandyadh | Isfandyadh | Isfandyadh | Isfandyadh | Isfandyadh | Isfandyadh |         |         | Bahram  | Bahram  | Bahram  | Bahram  | Bahram | Bahram |        |        | Farrukhan | Farrukhan | Farrukhan | Farrukhan | Farrukhan | Farrukhan |          |          |  |  |  |  |  |  |  |  |  |  |  |  |  |  |  |  |  |  |  |  |  |  |  |  |  |  |  |  |
| Shahram | Shahram | Shahram | Shahram | Shahram | Shahram |  |  | Surkhab I         | Surkhab I         | Surkhab I         | Surkhab I         | Surkhab I         | Surkhab I         |           |           | Isfandyadh | Isfandyadh | Isfandyadh | Isfandyadh | Isfandyadh | Isfandyadh |         |         | Bahram  | Bahram  | Bahram  | Bahram  | Bahram | Bahram |        |        | Farrukhan | Farrukhan | Farrukhan | Farrukhan | Farrukhan | Farrukhan |          |          |  |  |  |  |  |  |  |  |  |  |  |  |  |  |  |  |  |  |  |  |  |  |  |  |  |  |  |  |

### Fonti primarie
- Ṭabarī, The History of Al-Ṭabarī, a cura di Ehsan Yar-Shater, vol. 40, Albany, State University of New York Press, 1985-2007.

### Fonti secondarie
- (EN) Maria Brosius, Women i. In Pre-Islamic Persia, in Ehsan Yarshater, Encyclopædia Iranica, online, Encyclopædia Iranica Foundation, 2000.
- (EN) Marie Louise Chaumont, Bōrān, in Encyclopaedia Iranica, IV, Fasc. 4, 1989,  p. 366.
- (EN) Touraj Daryaee, The Coinage of Queen Bōrān and Its Significance for Late Sāsānian Imperial Ideology, vol. 13, Bulletin (British Society for Middle Eastern Studies),  pp. 77-82.
- (EN) Touraj Daryaee, Šāpur II, in Encyclopaedia Iranica, 2009.
- (EN) Touraj Daryaee, Sasanian Persia: The Rise and Fall of an Empire, I.B.Tauris, 2014, ISBN 978-0-85771-666-8.
- (EN) Haleh Emrani, Like Father, Like Daughter: Late Sasanian Imperial Ideology & the Rise of Bōrān to Power, University of California, 2009.
- Barbara Frale, I grandi imperi del Medioevo, Newton Compton Editori, 2018, ISBN 978-88-22-72654-4.
- (EN) Ph. Gignoux, Āzarmīgduxt, in Encyclopaedia Iranica, III, Fasc. 2,  p. 190.
- (EN) James Howard-Johnston, Ḵosrow II, in Encyclopedia Iranica, 2010.
- (EN) Mehrdad Kia, The Persian Empire: A Historical Encyclopedia, ABC-CLIO, 2016, ISBN 978-16-10-69391-2.
- (EN) Parvaneh Pourshariati, Decline and Fall of the Sasanian Empire: The Sasanian-Parthian Confederacy and the Arab Conquest of Iran, I.B. Tauris, 2008, ISBN 978-1-84511-645-3.
- (EN) Rüdiger Schmitt, Personal Names, Iranian iv. Sasanian Period, in Encyclopaedia Iranica, 2005a.
- (EN) Rüdiger Schmitt, Personal Names, Iranian iv. Parthian Period, in Encyclopaedia Iranica, 2005b.
- (EN) A. Shapur Shahbazi, Sasanian dinasty, in Encyclopaedia Iranica, ed. online, 2005.
- (EN) W. Sundermann, Bānbišn, in Encyclopaedia Iranica, III, Fasc. 7, Londra e New York, 1988,  pp. 678-679.